# Nishan Burkart
Nishan Connell Burkart (Aarau, 31 gennaio 2000) è un calciatore svizzero, attaccante del Winterthur.

## Carriera
Cresciuto nei settori giovanili di Zurigo e Manchester United, nel 2019 si trasferisce al Friburgo. Esordisce con i rossoneri il 3 aprile 2021, nella partita di Bundesliga persa per 2-1 contro il Borussia Mönchengladbach; l'8 giugno seguente firma un nuovo contratto con il club tedesco, di durata pluriennale. Il 31 agosto 2022 viene ceduto in prestito al Winterthur; l'8 giugno 2023 viene riscattato dal club svizzero.

## Statistiche

### Presenze e reti nei club
Statistiche aggiornate al 28 ottobre 2023.
| Stagione           | Squadra            | Campionato         | Campionato | Campionato | Coppe nazionali | Coppe nazionali | Coppe nazionali | Coppe continentali | Coppe continentali | Coppe continentali | Altre coppe | Altre coppe | Altre coppe | Totale | Totale | Totale |
| Stagione           | Squadra            | Comp               | Pres       | Reti       | Comp            | Pres            | Reti            | Comp               | Pres               | Reti               | Comp        | Pres        | Reti        | Pres   | Reti   |        |
| ------------------ | ------------------ | ------------------ | ---------- | ---------- | --------------- | --------------- | --------------- | ------------------ | ------------------ | ------------------ | ----------- | ----------- | ----------- | ------ | ------ | ------ |
| 2019-2020          | Friburgo II        | RL                 | 17         | 1          | -               | -               | -               | -                  | -                  | -                  | -           | -           | -           | 17     | 11     |        |
| 2020-2021          | Friburgo II        | RL                 | 36         | 16         | -               | -               | -               | -                  | -                  | -                  | -           | -           | -           | 36     | 16     |        |
| 2021-2022          | Friburgo II        | 3.L                | 17         | 2          | -               | -               | -               | -                  | -                  | -                  | -           | -           | -           | 17     | 2      |        |
| lug.-ago. 2022     | Friburgo II        | 3.L                | 4          | 0          | -               | -               | -               | -                  | -                  | -                  | -           | -           | -           | 4      | 0      |        |
| Totale Friburgo II | Totale Friburgo II | Totale Friburgo II | 74         | 19         |                 | -               | -               |                    | -                  | -                  |             | -           | -           | 74     | 19     |        |
| 2020-2021          | Friburgo           | BL                 | 1          | 0          | CG              | 0               | 0               | -                  | -                  | -                  | -           | -           | -           | 1      | 0      |        |
| ago. 2022-2023     | Winterthur         | SL                 | 24         | 3          | CS              | 1               | 0               | -                  | -                  | -                  | -           | -           | -           | 25     | 3      |        |
| 2023-2024          | Winterthur         | SL                 | 12         | 1          | CS              | 1               | 2               | -                  | -                  | -                  | -           | -           | -           | 13     | 3      |        |
| Totale Winterthur  | Totale Winterthur  | Totale Winterthur  | 36         | 4          |                 | 2               | 2               |                    | -                  | -                  |             | -           | -           | 38     | 6      |        |
| Totale carriera    | Totale carriera    | Totale carriera    | 111        | 23         |                 | 2               | 2               |                    | -                  | -                  |             | -           | -           | 113    | 25     |        |

## Palmarès

### Club

#### Competizioni regionali
- Fußball-Regionalliga: 1

Friburgo II: 2020-2021 (Südwest)